# Louis Bisilliat
Louis Bisilliat (Ugine, 25 de fevereiro de 1931 — Ugine, 5 de maio de 2010) foi um ciclista francês. Ele terminou em último lugar no Tour de France 1959.